# Helvetia insularis
Helvetia insularis är en spindelart som först beskrevs av Banks 1902.  Helvetia insularis ingår i släktet Helvetia och familjen hoppspindlar. Inga underarter finns listade i Catalogue of Life.